# Епітимія
Епітимія (грец. ἐπιτιμία, від грец. ἐπι — над, грец. τιμία — покарання) — церковна покута, що накладається на мирян. Головна мета епітимії полягає не в покаранні вірян за гріховні діяння або охороні їх від таких (хоча й такою є мета накладення епітимії), а в зціленні хворобливих станів душі грішників. У правилах св. отців покаяння розглядається як «лікування».

## Зміст епітимії
«Сутність церковних покарань … полягає в тому, що порушник церковних канонів позбавляється всіх або тільки деяких прав і благ, що знаходяться у винятковому розпорядженні церкви. Звідси і загальна назва цих церковних покарань: „відлучення“. Воно може бути або повне виключення злочинця з числа членів церкви, або неповне, коли винний позбавляється тільки деяких прав і благ, що знаходяться в церковному розпорядженні». Покута, кара, що її накладає церква за гріхи. Духовні ліки, спосіб лікування грішника який кається, що полягає у виконанні ним справ благочестя які визначені його духівником. Епітимія — духовно-виправна міра, спрямована на виправлення людини, вона — засіб допомоги каяннику в боротьбі з гріхом. Під єпитимією в православній аскетичній літературі також прийнято розуміти Божественні покарання у вигляді скорбот і хвороб, перенесення яких звільняє людину від гріховних навичок.

Про епітимію згадується ще у священному писанні. : 
|                                                     | Всюди ходять чутки, що у вас з’явилося блудодіяння‚ i то таке блудодіяння, якого немає навіть i у язичників, що хтось за жінку має жінку батька свого. А ви загордилися, замість того, щоб плакати, i того, хто вчинив таке, вилучити з середовища вашого. Та я, будучи відсутній тілом, але присутній духом, уже вирішив, ніби знаходячись у вас: того, хто вчинив таке діло, у зібранні вашому, в ім’я Господа нашого Ісуса Христа‚ разом з моїм духом, силою Господа нашого Ісуса Христа, віддати сатані на виснаження плоті, щоб дух спасся в день Господа нашого Ісуса Христа |
| — Апостол Павло, Перше послання до Коринфян 1: 5, 5 | |

 З цих слів стає ясно що першим хто запропонував відлучати від церкви за гріхи був апостол Павло. Тому він вважається її встановлювачем.

## В православ'ї
В окремих випадках священнослужитель може не відразу відпустити гріхи людині, яка сповідається. Якщо гріхи постійно повторюються або є найбільш тяжкими, вони, за рішенням духовника, можуть бути пробачені тільки після виконання особливого послуху — епитимії. У перекладі з грецької мови це слово означає «заборону». Але за своїм духом воно є не покаранням, а церковно-виховним засобом, що має не гнітити людину, покладаючи непосильні тяготи, а затвердити в ній покаянний настрій. Епитимія — це своєрідна пам'ятка, урок, вправа, що привчає до духовного самовдосконалення. На свій розсуд і залежно від ситуації, священик може накласти на людину деякі різновиди епитимій, визначивши термін їх здійснювання. Це можуть бути поклони під час богослужінь або домашнього молитовного правила, додаткові молитви, піст, милостиня, духовне читання тощо. Після того, як пройде строк приписаного послуху над людиною, яка добросовісно його виконає, священик традиційно читає особливу «розрішительну молитву».
Традиційно епитимію, тобто духовний послух після покаяння для подолання гріха, на людину покладає священик. Він бачить, яка саме за змістом має бути епитимія. Якщо людина духовно зріла, вона отримує один послух, якщо новоначальна у вірі — інший. Усе залежить від її готовності виконувати моральний подвиг, особистих якостей та здібностей. Щодо покладання на себе епитимії на свій вибір, то дійсно таке може бути.
|                         | Покаянням я називаю не те, щоб тільки відстати від колишніх худих справ, але ще більше те, щоб робити добрі справи. «Принесіть, - каже Іоан, Предтеча Христовий, - плоди достойні покаяння» (Лк. 3, 8). Як же нам створити їх? Поступаючи навпаки. Наприклад, ти викрадав чуже? - Тепер давай і своє. Довгий час жив в перелюбі? - Тепер утримуйся від спілкування зі своєю дружиною в певні дні і звикай до стриманості. ображав і навіть бив кого? - Спіши благословляти тих що кривдять тебе. Бо для зцілення нашого недостатньо тільки вийняти з тіла стрілу, але ще потрібно прикласти ліки до рани |
| — Св. Іоан Золотоустий, | |

Святий Василій Великий для Епітимії майже не використовує інші терміни, як тільки лікування; вся мета епитимії в тому, щоб тих, хто згрішив «витягти з сітки лукавого» (Василій Великий Правило 85) і щоб «гріх всіляко скидати і знищувати» (Василя Великого Правило 29).

### Сучасна практика
Древні правила та вислови святих отців, наведені вище, практично не застосовуються в сучасному церковному житті. Винятком можуть бути випадки покарання кліриків, оскільки останні за замовчуванням повинні бути знайомі зі змістом юридичного боку церковного життя. По відношенню до мирян стародавні правила залишені і, найчастіше, священик діє на свій особистий розсуд, узгоджуючи їх з наявним досвідом, спілкуванням і т. д. Проте існують «підпірні» документи, які можуть допомогти священику в питанні накладення єпитимії і її якості, кількості і т. д. Прот. Владислав Ципін в своїй статті про покуту в рамках видавництва Православної Енциклопедії виділяє наступні тексти: «Звернення до кліру і парафіяльним радам міста Москви», «Положення про церковний суд» 2008 року, «Статут».
В одному з таких текстів Святійший патріарх Алексій II посилається на важливість звернення до стародавніх канонів, де можна відшукати прямі вказівки на вживання епитимії. Проте це посилання, як ми вже з'ясували не може мати фактично позитивного застосування в сучасних реаліях. Втім, сам патріарх Алексій в 1995 році на Зборах духовенства торкнувся цієї теми більш ґрунтовно. Він звертає увагу на певні моменти, які повинні розумітися в контексті 1990-х, коли Церква отримала повноправну свободу дій і все більша кількість людей входило у двір церковної огорожі. Патріарх попереджає, що при такому стані речей необхідно пам'ятати про небезпеку «всепрощення». Останнє поняття він визначає так: воно «є потурання гріху, профанація Таїнства, образа правди і святості Бога». Таким чином, справжня небезпека перетворення засобу і можливості для виправлення і морального відродження перетворюється в примноження гріха і, в кінцевому підсумку, призводить до теплохолодності. Однак, патріарх проглядає й іншу протилежну крайність, яка може стояти перепоною на шляху покаяння. Йдеться про надмірну суворість, ригоризм, буквальне ставленні до церковних правил. І ця сторона не має місця в церковному житті, оскільки вона її перекручує і псує вірну систему координат, при якій віруючі можуть вести зовні «духовну» життя, однак насправді це може виявитися обманом. Адже, покута не є ні покаранням, ані просто благочестивим дією, але спеціально спрямована на зцілення духовної хвороби. Наприклад, якщо той, хто кається порушив Восьму заповідь, вкрав щось, священик міг би наказати йому повернути те, що вони вкрали (якщо це можливо), і подавати милостиню бідним на більш регулярній основі. Якщо той, хто кається страждає від об'їдання, правило поста сповідника переглядається і, можливо, збільшується.
Важливим джерелом відомостей про епитимии є Положення про церковний суд, прийняте 2008 року на Архієрейському соборі РПЦ. 6-я стаття зазначеного тексту присвячена нашій темі. Як можна витягти з тексту, замітки про епитимії узгоджуються з висловленими нами словами: це засіб до покаяння і виправлення. При цьому засуджується нерозбірливість у скоєному злочині або недостатності підстав для того, щоб людина була покарана. В цілому документ апелює до ікономії в церковному житті. Наприклад, «при накладенні канонічної заборони (покарання) слід враховувати причини скоєння церковного правопорушення, спосіб життя винної особи, мотиви вчинення ним церковного правопорушення, діючи в дусі церковної ікономії, яка передбачає поблажливість до винної особи з метою його виправлення». Звичайно, є мова і про акривії, однак при явних випадках винності і коли це може привести до виправлення, а не погіршення ситуації.
Таким чином зазначені тексти говорять про різні випадки, при цьому, якщо спробувати підвести загальний знаменник для них, ми опинимося в площині стародавнього поділу ікономії та акривії. Важливу відмінність ставить Положення про церковний суд, який акцентує увагу на сукупність чинників скоєння злочину і бере до уваги весь контекст.